# Río Ampajango
Le río Ampajango est un cours d'eau du nord-ouest de l'Argentine qui coule sur le territoire de la province de Catamarca. C'est un affluent du río Santa María en rive droite, lui-même affluent du río Juramento. C'est donc un sous-affluent du rio Paraná par le río Santa María, le río Juramento, et enfin par le río Salado del Norte.

## Géographie
Le río Ampajango nait sur les versants nord-ouest de la sierra del Aconquija, dans la province de Catamarca, et coule globalement du sud-sud-est vers le nord-nord-ouest. 
Après un trajet d'une quarantaine de kilomètres, il conflue en rive droite avec le río Santa María, un peu en amont de la ville de Santa María.
La superficie de son bassin versant est de plus ou moins 144 km2.
Le río Ampajango, venu du rebord occidental de la sierra del Aconquija, chaîne fort  bien exposée aux masses d'air humide venues de l'est, est un affluent certes petit, mais relativement abondant du río Santa María.

## Hydrologie
Le río Ampajango a un débit maximal pendant les mois d'été, correspondant à la répartition des précipitations observée à Santa Maria avec des hivers très secs et des pluies estivales. 

### Hydrométrie - les débits mensuels à la confluence
Les débits de la rivière ont été observés sur une période de 13 ans (1948-1961) à une altitude de 2100 m au niveau de sa confluence avec le río Santa María, et ce pour une superficie étudiée de 144 km2, soit la totalité de son bassin versant. 
Le débit annuel moyen ou module observé sur cette période était de 0,34 m3/s .
La lame d'eau écoulée dans le bassin versant de la rivière atteint ainsi le chiffre de 
76 millimètres par an, ce qui est très satisfaisant pour la région du bassin du Santa María, par ailleurs souvent fort déséchée. Son débit spécifique se monte à 2,36 litres par seconde et par km2 de bassin.
Caractéristique notable de ce cours d'eau : sa régularité. Le débit mensuel moyen du mois de septembre (minimum d'étiage) atteint près de 40 % de celui du mois de février (maximum de crue). Cette régularité se vérifie aussi au fil des ans : la faible variation que présentent ses débits annuels, lesquels, sur la période d'observation de 13 ans, ont à peine oscillé entre 0,32 et 0,37 m3 annuels. 